# 李亞普諾夫方程
李亞普諾夫方程（英語：Lyapunov equation）是控制理論中的名詞，離散李亞普諾夫方程的型式如下：
{\displaystyle AXA^{H}-X+Q=0}
其中{\displaystyle Q}為埃尔米特矩阵，{\displaystyle A^{H}}為{\displaystyle A}的共轭转置。而連續李亞普諾夫方程則是
{\displaystyle AX+XA^{H}+Q=0}
李亞普諾夫方程應用在控制理論中的許多分支中，例如稳定性分析及最优控制。李亞普諾夫方程是得名自俄羅斯數學家亞歷山大·李亞普諾夫。

## 在穩定性中的應用
在以下的定理中，{\displaystyle A,P,Q\in \mathbb {R} ^{n\times n}}，且{\displaystyle P} 和{\displaystyle Q}是對應矩陣。而{\displaystyle P>0}的意思是指{\displaystyle P}矩陣為正定矩陣。
定理（連續時間版本）：給定任意{\displaystyle Q>0}，存在唯一{\displaystyle P>0}滿足{\displaystyle A^{T}P+PA+Q=0}的充份必要條件是線性系統{\displaystyle {\dot {x}}=Ax}是全域漸近穩定。二次函數{\displaystyle V(z)=z^{T}Pz}是李亞普諾夫函數，可以驗證系統的穩定性。
定理（離散時間版本）：給定任意{\displaystyle Q>0}，存在唯一{\displaystyle P>0}滿足{\displaystyle A^{T}PA-P+Q=0}的充份必要條件是線性系統{\displaystyle x(k+1)=Ax(k)}是全域漸近穩定。{\displaystyle z^{T}Pz}為其李亞普諾夫函數。

## 求解的計算層面
有特殊的軟體可以求解李亞普諾夫方程。若是離散型式，常會用Kitagawa的Schur法，若是連續型式，則會用Bartels和Stewart的計算法。

## 解析解
定義{\displaystyle \operatorname {vec} (A)}（向量化）運算子是將矩陣A的所有列堆起来所形成的列向量，而{\displaystyle A\otimes B}是{\displaystyle A}和{\displaystyle B}的克罗内克积。兩種李亞普諾夫方程都可以用矩陣方程的解來表示。而且，若矩陣{\displaystyle A}穩定，解也可以用積分（連續時間）或是無限項和（離散時間）來表示。

### 離散時間
利用{\displaystyle \operatorname {vec} (ABC)=(C^{T}\otimes A)\operatorname {vec} (B)}的結果，可以得到
{\displaystyle (I_{n^{2}}-{\bar {A}}\otimes A)\operatorname {vec} (X)=\operatorname {vec} (Q)}
其中{\displaystyle I_{n^{2}}}為可相乘的單位矩陣。可以積分或或是求解線性方程，即可以得到{\displaystyle \operatorname {vec} (X)}。再將各列重新整理，即可得到{\displaystyle X}。
而且，若{\displaystyle A}穩定，解{\displaystyle X}也可以表示為
{\displaystyle X=\sum _{k=0}^{\infty }A^{k}Q(A^{H})^{k}}。

### 連續時間
再利用克罗内克积和{\displaystyle \operatorname {vec} (A)}運算子，可以得到矩陣方程
{\displaystyle (I_{n}\otimes A+{\bar {A}}\otimes I_{n})\operatorname {vec} X=-\operatorname {vec} Q,}
其中{\displaystyle {\bar {A}}}是將{\displaystyle A}各元素取共軛得到的矩陣。
類似離散時間的情形，若{\displaystyle A}穩定，解{\displaystyle X}也可以表示為
{\displaystyle X=\int \limits _{0}^{\infty }e^{A\tau }Qe^{A^{H}\tau }d\tau }.

## 外部連結
- Online Lyapunov equation solver